# Văn Khúc
Văn Khúc là một xã thuộc huyện Cẩm Khê, tỉnh Phú Thọ, Việt Nam.

## Địa lý
Xã Văn Khúc có diện tích 9,36 km², dân số năm 1999 là 4.898 người, mật độ dân số đạt 523 người/km².

## Lịch sử
Xã Văn Khúc từng được chọn để xây dựng kinh thành Hồi Hồ của sứ quân Kiều Thuận trong thời loạn 12 sứ quân thế kỷ X. Địa bàn chiếm đóng của Kiều Lệnh Công rộng khắp miền Tây Phú Thọ kéo dài tới Yên Bái. Ngay nay trên địa bàn Xã vẫn còn dấu tích kinh thành Hồi Hồ xưa của vị thủ lĩnh tài ba này.

## Văn hóa

### Đền Kim Giao
Đền Kim Giao và đình Vũ ở xã Văn Khúc thờ Phụ quốc Ma Khê thời Hùng Vương cùng hậu duệ của ông là Ma Xuân Trường và sứ quân Kiều Thuận thế kỷ X. Ma Khê là con một tộc trưởng họ Ma, thuộc dân tộc Tày ở vùng núi Đọi Đèn. Lớn lên năm 18 tuổi Ma Khê thay cha làm tộc trưởng, khi nước có chiến tranh với nhà Thục, ông đem dân binh giúp vua Hùng được nhà vua tin tưởng phong là đại tướng quân... Ông lấy vợ ở vùng núi Vy, thuộc dòng dõi vua Hùng sinh được một trai và một gái, người con trai tên là Ma Xuân theo nghiệp binh sau cũng là đại tướng quân, lập nên Ma Thành (nay là trung tâm thị xã Phú Thọ)... Nhân dân Văn Khúc và cả vùng tự hào về một người con quê hương tài năng có công lớn, nên đã lập đền thờ ông... Trong đền có bức hoành phi ghi rõ: "Phụ quốc Ma Vương, đại thần, đại tướng quân Ma Khê". Trước đền là gò Trình, hàng năm thuyền bè về đây đậu làm lễ trình trước khi lên đình Vũ...
Đến thời Kiều Thuận là người đứng đầu một trong mười hai sứ quân, tự xưng là Cương Nghị quân (vua Cương Nghị), được sự trợ giúp của Ma Xuân Trường, Kiều Thuận đã về đây đã cho quân khôi phục thành Phượng Dực (thành Hồi Hồ), xây dựng một căn cứ quân sự, gọi là căn cứ Tam Thành, thời ấy thuộc xã Chương Xá, Hoa Khê. Kiều Thuận là một người yêu nước thương dân, tuy bị quân Đinh Bộ Lĩnh đánh dẹp nhưng vẫn được lập đền thờ phụng. Đến năm 970, Đinh Bộ Lĩnh lên ngôi vua, hiệu là Đinh Tiên Hoàng, đặt tên nước là Đại Cồ Việt, xét ông có công với nước đã truy phong cho đức Kiều Thuận là Cương Nghị Đại Vương và sai hai làng Phú An và Trù Mật làm đền thờ. Hiện nay, Đức Kiều Thuận được đánh giá lại theo quan điểm mới và đã được xếp là danh nhân lịch sử thế kỷ thứ X. Thành Hồi Hồ bây giờ vẫn còn dấu vết, nay thuộc xóm Quang Trung xã Văn Khúc, huyện Cẩm Khê.